# Radim Nyč
Radim Nyč (ur. 11 kwietnia 1966 w Libercu) – czeski biegacz narciarski reprezentujący także Czechosłowację, brązowy medalista olimpijski oraz brązowy medalista mistrzostw świata.

## Kariera
Jego olimpijskim debiutem były igrzyska w Calgary. Osiągnął tam swój największy sukces olimpijski wraz z Václavem Korunką, Pavlem Bencem i Ladislavem Švandą zdobywając brązowy medal w sztafecie 4 × 10 km. Indywidualnie jego najlepszym wynikiem na tych igrzyskach było 20. miejsce w biegu na 50 km techniką dowolną. Startował także na igrzyskach olimpijskich w Albertville, gdzie w swoim najlepszym indywidualnym starcie, w biegu na 50 km stylem dowolnym zajął 6. miejsce. Czechosłowakom z Nyčem w składzie nie udało się powtórzyć sukcesu sztafety z Calgary i ostatecznie zajęli 7. miejsce. Na późniejszych igrzyskach Nyč już nie startował.
W 1989 r. zadebiutował na mistrzostwach świata biorąc udział w mistrzostwach w Lahti. Zdobył tam swój drugi medal wspólnie z Ladislavem Švandą, Martinem Petrásekiem i Václavem Korunką zdobywając brązowy medal w sztafecie. W swoim najlepszym indywidualnym starcie, w biegu na 15 km techniką dowolną zajął 13. miejsce. Startował także na mistrzostwach świata w Falun w 1993 r., gdzie zajął 28. miejsce w biegu na 50 km stylem dowolnym.
Najlepsze wyniki w Pucharze Świata osiągnął w sezonach 1988/1989 oraz 1991/1992, kiedy to zajął 23. miejsce w klasyfikacji generalnej. Nigdy nie stanął na podium zawodów Pucharu Świata. W 1993 r. postanowił zakończyć karierę.

## Osiągnięcia

### Igrzyska olimpijskie
| Miejsce | Dzień     | Rok  | Miejscowość | Konkurencja             | Czas biegu | Strata  | Zwycięzca           |
| ------- | --------- | ---- | ----------- | ----------------------- | ---------- | ------- | ------------------- |
| 25.     | 15 lutego | 1988 | Calgary     | 30 km stylem klasycznym | 1:24:26,3  | +4:08,1 | Aleksiej Prokurorow |
| 3.      | 22 lutego | 1988 | Calgary     | Sztafeta 4 × 10 km      | 1:43:58,6  | +1:24,1 | Szwecja             |
| 20.     | 27 lutego | 1988 | Calgary     | 50 km stylem klasycznym | 2:04:30,9  | +6:15,4 | Gunde Svan          |
| 33.     | 13 lutego | 1992 | Albertville | 10 km stylem klasycznym | 27:36,0    | +2:55,5 | Vegard Ulvang       |
| 25.     | 15 lutego | 1992 | Albertville | 10+15 km pościgowy      | 1:05:37,9  | +4:18,3 | Bjørn Dæhlie        |
| 7.      | 18 lutego | 1992 | Albertville | Sztafeta 4 × 10 km      | 1:39:26,0  | +4:54,0 | Norwegia            |
| 6.      | 22 lutego | 1992 | Albertville | 50 km stylem dowolnym   | 2:03:41,5  | +4:00,0 | Bjørn Dæhlie        |

### Mistrzostwa świata
| Miejsce | Dzień     | Rok  | Miejscowość | Konkurencja           | Czas biegu | Strata  | Zwycięzca     |
| ------- | --------- | ---- | ----------- | --------------------- | ---------- | ------- | ------------- |
| 13.     | 20 lutego | 1989 | Lahti       | 15 km stylem dowolnym | 40:39,6    | +1:18,3 | Gunde Svan    |
| 3.      | 24 lutego | 1989 | Lahti       | Sztafeta 4 × 10 km    | 1:40:12,3  | +1,4    | Szwecja       |
| 8.      | 26 lutego | 1993 | Falun       | Sztafeta 4 × 10 km    | 1:44:14,9  | +3:34,1 | Norwegia      |
| 28.     | 28 lutego | 1993 | Falun       | 50 km stylem dowolnym | 2:03:36,8  | +7:44,3 | Torgny Mogren |

### Puchar Świata

#### Miejsca w klasyfikacji generalnej
- sezon 1988/1989: 23.
- sezon 1989/1990: 29.
- sezon 1991/1992: 23.
- sezon 1992/1993: 71.

#### Miejsca na podium
Radim Nyč nigdy nie zajął miejsca na podium zawodów PŚ.